# Dionizy Mikler
Dionizy Mikler, właściwie Denis McClair (ur. 15 sierpnia 1762 roku – zm. w 1853 roku) – przyrodnik, architekt krajobrazu urodzony w  Fairfield, pobliżu miejscowości Athlone, w hrabstwie Roscommon (Irlandia).

## Edukacja, działalność
Wykształcenie  zdobył w akademii w Dublinie, gdzie studiował  botanikę, ogrodnictwo i architekturę krajobrazu. W 1788 r. ukończył studia w Londynie, gdzie zaczął projektować ogrody angielskie i palladiańskie. W 1790 roku przyjechał do Polski, na zaproszenie księżnej Izabeli Czartoryskiej. Tu stworzył wiele parków i ogrodów miejskich oraz rezydencjalnych. Od 1790 do 1792 roku, Dionizy Mikler przebywał na dworze króla Polski Stanisława Augusta Poniatowskiego. Po ukończeniu projektowania w Polsce księżna Lubomirska zaprosiła Dionizego Miklera do Dubna, gdzie założył jeden z najładniejszych ogrodów na Wołyniu. Kolejnymi zleceniodawcami jego prac były m.in. rodziny: Czackich, Korzeniowskich, Potockich, Przeździeckich, Radziwiłłów, Sanguszków.  W 1805 r. Dionizy Mikler ożenił się z Narodosławską, córką dłużnika ojca, i zamieszkał we wsi Olszany koło Łucka. Obecnie wieś nie istnieje. Jej mieszkańcy zostali przymusowo przesiedleni do miejscowości Kniahininek (ukr. Маяки).